# جون ماكجين
جون ماكجين (من مواليد 18 أكتوبر 1994) لاعب كرة قدم اسكتلندي الذي يلعب في مركز لاعب خط الوسط ل نادي استون فيلا ومنتخب اسكتلندا لكرة القدم. ماكجين لعب سابقا ل سانت ميرين وهيبرنيان، وأيضا منتخب اسكتلندا تحت 19 عاما وتحت 21 عاما. بدأ ظهوره الدولي الكامل في مارس 2016.

## الأندية التي لعب لها

### سانت ميرين
بدأ ماكجين مسيرته كلاعب شاب في نادي سانت ميرين يلعب لنادي أكاديمية رالستون. واقتحم الفريق الأول في الموسم السابق من 2012-13 الموسم، وهو ما يمثل النادي ضد المعارضة الإنجليزية كارلايل يونايتد واكرينجتون ستانلي. وفي نفس الصيف ساعد أيضاً فريق أقل من 20 سنة على الفوز ببطولة كيلبرني ليدسايد قبل بداية الموسم، حيث حصل على لاعب مشترك في البطولة مع جاك سميث. جعلت ماكجين مشواره التنافسي ضد الإسكتلندي بطل سلتيك في هزيمة 5-0، قادمة على مقاعد البدلاء كبديل في الدقيقة 78.
في 29 نوفمبر 2012، وقع ماكجين عقدًا جديدًا لمدة ثلاث سنوات، حيث أبقاه في سانت ميرين بارك حتى صيف 2015. لعب ماكجين أول 81 دقيقة من نهائي كأس رابطة كأس اسكتلندا لعام 2013، حيث فاز سانت ميرين بكأس رابطة المحترفين بفوزه 3-2 ضد الكوبة.
في أبريل 2015، كان «ماكجين» قد «برمّته» من قبل قائد فريق سانت ميرين ستيفن تومبسون خلال جلسة تدريبية مزحة خاطئة. وأدت الإصابات الناتجة إلى غياب ماكجين عن بقية الموسم، وبالتالي اتخذت إجراءات قانونية ضد النادي.

#### هيبرنيان
في 31 يوليو 2015، انضم ماكجين إلى هايبرنيان في عقد مدته أربع سنوات. قامت هيبس بدفع رسوم التطوير، ووعدت بتقديم 30٪ من رسوم التحويل المستقبلية. كان ماكجين جزءًا من فريق هايبرنيان الذي فاز بكأس اسكتلندا 2015–16، وهو أول فوز للنادي في المنافسة على مدار 114 عامًا. في الموسم التالي، ساعد ماكجين نادي هيبرنيان على الفوز بالترقية إلى الدوري الإسكتلندي الممتاز.
رفض نادي هيبرنيان ثلاثة عروض من نادي نوتنغهام فوريست خلال أغسطس 2017. سجل ماكجين كلا من أهداف نادي هيبرنيان في تعادل 2-2 في سيلتيك في 30 سبتمبر، والهدف الأول في 2 - 1 الفوز في رينجرز في 3 فبراير 2018. كان ماك جين واحدًا من أربعة لاعبين تم اختيارهم لجائزة أفضل لاعب للعام 2017 - 18 لأسكتلندا.
قدم سلتيك ثلاثة عروض لماكجين خلال يوليو 2018، ولكن تم رفضها كلها من قبل نادي هيبرنيان. خلال هذه الفترة من التكهنات بالانتقال، واصل ماكجين اللعب بانتظام لـ نادي هيبرنيان وسجل هدف الفوز في تصفيات كأس أوروبا ضد نادي أستيراس تريبوليس. زار ماكجين ملعب استون فيلا التدريبي في 7 أغسطس لمناقشة نقل محتمل، والذي تم الانتهاء منه في اليوم التالي.

##### أستون فيلا
وقع ماكجين عقدًا لمدة أربع سنوات مع أستون فيلا في 8 أغسطس 2018. ظهر لأول مرة مع فيلا في فوز 3-2 على ويغان في 11 أغسطس، حيث قدم مساعدة للهدف الافتتاحي.

## دوليا
تلقى ماكجين استدعاء دولي عندما اختير ليكون جزء من فريق اسكتلندا تحت 19 سنة وذهب لتدريب في معسكر في تركيا في يناير 2013. وبعد ذلك شارك في أول مباراة دولية له مع منتخب هولندا تحت 19 سنة وهزموا 2-1 أمام هولندا. ثم قام ماكجين بالمشاركة فريق تحت 19 سنة ضد صربيا في ستارا بازوفا. في 5 مارس 2014، ظهر لأول مرة مع فريق اسكتلندا تحت 21 عامًا في تعادل 2-2 أمام المجر في Tannadice. قام ماجن بعد ذلك بقيادة فريق تحت 21 عامًا.
تلقى ماكجين أول استدعاء له لفريق اسكتلندا في مارس 2016، لمباراة ودية ضد الدنمارك. لعب ماك جين للفوز بكامله في مباراة واحدة، وحصل على جائزة رجل المباراة.

## الحياه الشخصية
جون هو الثالث من بين أربعة أطفال للوالدين ستيفن ومريم. لديه أخت توأم، كاتي، وإخوته الأكبر سنا ستيفن وبول أيضا لاعبي كرة القدم المحترفين. كان الإخوة الثلاثة يلعبون في نادي سانت ميرين في مرحلة ما من حياتهم المهنية. كان جدهم جاك ماكجين رئيسًا سابقًا لسلتيك ورئيسًا لاتحاد كرة القدم الإسكتلندي.

## إحصاءات

### النادي
آخر تحديث مبارة 15 أبريل 2023.
| النادي          | مواسم    | الدوري                                | الدوري | الدوري | الكأس | الكأس | كأس الدوري | كأس الدوري | اخري | اخري  | مجموع | مجموع |
| النادي          | مواسم    | اسم الدوري                            | لعب    | أهداف  | لعب   | أهداف | لعب        | أهداف      | لعب  | أهداف | لعب   | أهداف |
| --------------- | -------- | ------------------------------------- | ------ | ------ | ----- | ----- | ---------- | ---------- | ---- | ----- | ----- | ----- |
| نادي سانت ميرين | 2012–13 ‏ | الدوري الإسكتلندي الممتاز (1998–2013) | 22     | 1      | 3     | 0     | 2          | 0          | —    | —     | 27    | 1     |
| نادي سانت ميرين | 2013–14 ‏ | الدوري الإسكتلندي الممتاز             | 35     | 3      | 2     | 0     | 1          | 0          | —    | —     | 38    | 3     |
| نادي سانت ميرين | 2014–15 ‏ | الدوري الإسكتلندي الممتاز             | 30     | 0      | 2     | 0     | 1          | 0          | —    | —     | 33    | 0     |
| نادي سانت ميرين | المجموع  | المجموع                               | 87     | 4      | 7     | 0     | 4          | 0          | —    | —     | 98    | 4     |
| نادي هيبرنيان   | 2015–16 ‏ | البطولة الإسكتلندية                   | 36     | 3      | 7     | 0     | 5          | 1          | 4    | 1     | 52    | 5     |
| نادي هيبرنيان   | 2016–17 ‏ | Scottish Championship                 | 29     | 4      | 5     | 1     | 1          | 0          | 2    | 0     | 37    | 5     |
| نادي هيبرنيان   | 2017–18 ‏ | الدوري الإسكتلندي الممتاز             | 35     | 5      | 1     | 0     | 7          | 1          | —    | —     | 43    | 6     |
| نادي هيبرنيان   | 2018–19 ‏ | الدوري الإسكتلندي الممتاز             | 1      | 0      | —     | —     | —          | —          | 3    | 2     | 4     | 2     |
| نادي هيبرنيان   | المجموع  | المجموع                               | 101    | 12     | 13    | 1     | 13         | 2          | 9    | 3     | 136   | 18    |
| أستون فيلا      | 2018–19 ‏ | دوري البطولة الإنجليزية               | 41     | 6      | 1     | 0     | —          | —          | 3    | 1     | 45    | 7     |
| أستون فيلا      | 2019–20 ‏ | الدوري الإنجليزي الممتاز              | 28     | 3      | 0     | 0     | 2          | 0          | —    | —     | 30    | 3     |
| أستون فيلا      | 2020–21  | الدوري الإنجليزي الممتاز              | 37     | 3      | 0     | 0     | 0          | 0          | —    | —     | 37    | 3     |
| أستون فيلا      | 2021–22  | الدوري الإنجليزي الممتاز              | 35     | 3      | 1     | 0     | 0          | 0          | —    | —     | 36    | 3     |
| أستون فيلا      | 2022–23 ‏ | الدوري الإنجليزي الممتاز              | 27     | 1      | 0     | 0     | 2          | 0          | —    | —     | 29    | 1     |
| أستون فيلا      | المجموع  | المجموع                               | 168    | 16     | 2     | 0     | 4          | 0          | 3    | 1     | 177   | 17    |
| المجموع         | المجموع  | المجموع                               | 355    | 32     | 22    | 1     | 21         | 2          | 12   | 4     | 410   | 39    |